# Vouvant
Vouvant is een gemeente in het Franse departement Vendée (regio Pays de la Loire) en telt 867 inwoners (1999). De plaats maakt deel uit van het arrondissement Fontenay-le-Comte. Vouvant is lid van Les Plus Beaux Villages de France.

## Geografie
De oppervlakte van Vouvant bedraagt 20,2 km², de bevolkingsdichtheid is 42,9 inwoners per km².
De onderstaande kaart toont de ligging van Vouvant met de belangrijkste infrastructuur en aangrenzende gemeenten.

## Demografie
Onderstaande figuur toont het verloop van het inwonertal (bron: INSEE-tellingen).

(Sortering op regio > departement (vet) > gemeente)